# Myles Smith
Myles Michael Smith-Thompson (* 3. Juni 1998 in Luton) ist ein englischer Singer-Songwriter.

## Leben
Myles Smith wuchs in Luton auf. Seine ersten Einflüsse waren Ed Sheeran, Coldplay und Green Day. Weitere Einflüsse waren Adele und Labrinth. Als Jugendlicher begann er zunächst zu Hause zu singen und seinen Bruder nachzuahmen. Mit neun Jahren brachte er sich selbst Gitarre und Klavier bei. Anschließend begann er in Pubs aufzutreten. Mit 16 schloss er sich einer Indie-Band an. Nach der High School studierte er und machte einen Abschluss in Soziologie und Sozialpolitik.
Neben seiner Arbeit war er auf TikTok aktiv. Dort postete er überwiegend Coverversionen, die ihm Achtungserfolge einbrachten. So erreichte er mit einem Amber-Run-Cover von I Found mehr als 1,4 Millionen Views. 2022 ging außerdem sein Cover von The Neighbourhoods Sweater Weather viral. Im Anschluss beschloss er, Profimusiker zu werden und kündigte seinen damaligen Job. Er begann seine eigenen Songs hochzuladen. Sein Song Solo erreichte Platz 69 der britischen Single-Charts.
Am 29. März 2024 erschien seine erste EP You Promised a Lifetime über It’s OK to Feel/Sony. Die EP erreichte Platz 30 der britischen Download-Charts.
Der große Durchbruch gelang ihm mit dem Song Stargazing, der in mehreren Ländern ein Hit wurde.

## Diskografie

### EPs
| Jahr | Titel Musiklabel                               | Höchstplatzierung, Gesamtwochen, AuszeichnungChartplatzierungen (Jahr, Titel, Musiklabel, Platzierungen, Wochen, Auszeichnungen, Anmerkungen) | Höchstplatzierung, Gesamtwochen, AuszeichnungChartplatzierungen (Jahr, Titel, Musiklabel, Platzierungen, Wochen, Auszeichnungen, Anmerkungen) | Höchstplatzierung, Gesamtwochen, AuszeichnungChartplatzierungen (Jahr, Titel, Musiklabel, Platzierungen, Wochen, Auszeichnungen, Anmerkungen) | Höchstplatzierung, Gesamtwochen, AuszeichnungChartplatzierungen (Jahr, Titel, Musiklabel, Platzierungen, Wochen, Auszeichnungen, Anmerkungen) | Höchstplatzierung, Gesamtwochen, AuszeichnungChartplatzierungen (Jahr, Titel, Musiklabel, Platzierungen, Wochen, Auszeichnungen, Anmerkungen) | Anmerkungen                            |
| Jahr | Titel Musiklabel                               | DE | AT | CH | UK | US | Anmerkungen                            |
| ---- | ---------------------------------------------- | --- | --- | --- | --- | --- | -------------------------------------- |
| 2024 | You Promised a Lifetime It’s OK to Feel (Sony) | — | — | — | — | — | Erstveröffentlichung: 29. März 2024    |
| 2024 | A Minute… It’s OK to Feel (Sony)               | — | — | CH51 (1 Wo.)CH | UK43 Silber · (4 Wo.)UK | US99 (… Wo.)US | Erstveröffentlichung: 8. November 2024 |

### Singles
| Jahr | Titel Album                  | Höchstplatzierung, Gesamtwochen, AuszeichnungChartplatzierungen (Jahr, Titel, Album, Platzierungen, Wochen, Auszeichnungen, Anmerkungen) | Höchstplatzierung, Gesamtwochen, AuszeichnungChartplatzierungen (Jahr, Titel, Album, Platzierungen, Wochen, Auszeichnungen, Anmerkungen) | Höchstplatzierung, Gesamtwochen, AuszeichnungChartplatzierungen (Jahr, Titel, Album, Platzierungen, Wochen, Auszeichnungen, Anmerkungen) | Höchstplatzierung, Gesamtwochen, AuszeichnungChartplatzierungen (Jahr, Titel, Album, Platzierungen, Wochen, Auszeichnungen, Anmerkungen) | Höchstplatzierung, Gesamtwochen, AuszeichnungChartplatzierungen (Jahr, Titel, Album, Platzierungen, Wochen, Auszeichnungen, Anmerkungen) | Anmerkungen                             |
| Jahr | Titel Album                  | DE | AT | CH | UK | US | Anmerkungen                             |
| ---- | ---------------------------- | --- | --- | --- | --- | --- | --------------------------------------- |
| 2023 | Solo You Promised a Lifetime | — | — | CH100 (1 Wo.)CH | UK69 Silber · (11 Wo.)UK | — | Erstveröffentlichung: 15. November 2023 |
| 2024 | Stargazing A Minute…         | DE7 Gold · (51 Wo.)DE | AT5 Platin · (44 Wo.)AT | CH5 Platin · (… Wo.)CH | UK4 ×2Doppelplatin · (… Wo.)UK | US19 ×2Doppelplatin · (52 Wo.)US | Erstveröffentlichung: 10. Mai 2024      |
| 2024 | Wait for You A Minute…       | — | — | — | UK53 (12 Wo.)UK | — | Erstveröffentlichung: 23. August 2024   |
| 2024 | Nice to Meet You A Minute…   | DE32 (… Wo.)DE | AT37 (20 Wo.)AT | CH38 (… Wo.)CH | UK6 Platin · (… Wo.)UK | US82 Gold · (6 Wo.)US | Erstveröffentlichung: 8. November 2024  |
| 2025 | Gold A Minute, a Moment…     | — | — | — | UK32 (… Wo.)UK | — | Erstveröffentlichung: 18. Juli 2025     |

Weitere Singles
- 2023: Sweater Weather
- 2023: Memories (I Don’t Have)
- 2023: My Home
- 2023: Behind
- 2024: River
- 2024: Betting on Us
- 2025: Nice to Meet You (feat. Lainey Wilson)

### Als Gastmusiker
| Jahr | Titel Album                                                              | Höchstplatzierung, Gesamtwochen, AuszeichnungChartplatzierungen (Jahr, Titel, Album, Platzierungen, Wochen, Auszeichnungen, Anmerkungen) | Höchstplatzierung, Gesamtwochen, AuszeichnungChartplatzierungen (Jahr, Titel, Album, Platzierungen, Wochen, Auszeichnungen, Anmerkungen) | Höchstplatzierung, Gesamtwochen, AuszeichnungChartplatzierungen (Jahr, Titel, Album, Platzierungen, Wochen, Auszeichnungen, Anmerkungen) | Höchstplatzierung, Gesamtwochen, AuszeichnungChartplatzierungen (Jahr, Titel, Album, Platzierungen, Wochen, Auszeichnungen, Anmerkungen) | Höchstplatzierung, Gesamtwochen, AuszeichnungChartplatzierungen (Jahr, Titel, Album, Platzierungen, Wochen, Auszeichnungen, Anmerkungen) | Anmerkungen                                               |
| Jahr | Titel Album                                                              | DE | AT | CH | UK | US | Anmerkungen                                               |
| --- | ------------------------------------------------------------------------ | --- | --- | --- | --- | --- | --------------------------------------------------------- |
| Folgende Lieder erschienen nicht als Single, wurden aber durch das Album zum Download und Streaming bereitgestellt und konnten somit eine Platzierung erlangen: |                                                                          | | | | | |                                                           |
| |                                                                          | | | | | |                                                           |
| 2025 | Blink Twice Where I’ve Been, Isn’t Where I’m Going: The Complete Edition | — | — | — | UK44 (5 Wo.)UK | — | Charteinstieg: 24. April 2025 Shaboozey feat. Myles Smith |

## Auszeichnungen für Musikverkäufe
| Goldene Schallplatte - Belgien - 2025: für die Single Nice to Meet You - Frankreich - 2025: für die Single Nice to Meet You - Italien - 2024: für die Single Stargazing - Kanada - 2023: für die Single Solo - 2025: für das Album A Minute… - 2025: für die Single Wait for You - 2025: für die Single My Home - Norwegen - 2025: für das Album A Minute… - Spanien - 2024: für die Single Stargazing - Südafrika - 2024: für die Single Solo Platin-Schallplatte - Dänemark - 2024: für die Single Stargazing - Kanada - 2025: für die Single Nice to Meet You - Niederlande - 2025: für die Single Stargazing - Polen - 2024: für die Single Stargazing - Schweden - 2024: für die Single Stargazing - Südafrika - 2024: für die Single Stargazing | 2× Platin-Schallplatte - Belgien - 2025: für die Single Stargazing - Neuseeland - 2025: für die Single Stargazing - Norwegen - 2025: für die Single Stargazing - Portugal - 2025: für die Single Stargazing 3× Platin-Schallplatte - Australien - 2024: für die Single Stargazing 6× Platin-Schallplatte - Kanada - 2025: für die Single Stargazing Diamantene Schallplatte - Frankreich - 2025: für die Single Stargazing |

Anmerkung: Auszeichnungen in Ländern aus den Charttabellen bzw. Chartboxen sind in ebendiesen zu finden.
| Land/RegionAuszeichnungen für Musikverkäufe (Land/Region, Auszeichnungen, Verkäufe, Quellen) | Silber     | Gold       | Platin       | Diamant  | Verkäufe  | Quellen              |
| -------------------------------------------------------------------------------------------- | ---------- | ---------- | ------------ | -------- | --------- | -------------------- |
| Australien (ARIA)                                                                            | —          | —          | 3× Platin3   | —        | 210.000   | aria.com.au          |
| Belgien (BRMA)                                                                               | —          | Gold1      | 2× Platin2   | —        | 100.000   | ultratop.be          |
| Dänemark (IFPI)                                                                              | —          | —          | Platin1      | —        | 90.000    | ifpi.dk              |
| Deutschland (BVMI)                                                                           | —          | Gold1      | —            | —        | 300.000   | musikindustrie.de    |
| Frankreich (SNEP)                                                                            | —          | Gold1      | —            | Diamant1 | 433.333   | snepmusique.com      |
| Italien (FIMI)                                                                               | —          | Gold1      | —            | —        | 50.000    | fimi.it              |
| Kanada (MC)                                                                                  | —          | 4× Gold4   | 7× Platin7   | —        | 720.000   | musiccanada.com      |
| Neuseeland (RMNZ)                                                                            | —          | —          | 2× Platin2   | —        | 60.000    | radioscope.co.nz     |
| Niederlande (NVPI)                                                                           | —          | —          | Platin1      | —        | 90.000    | nvpi.nl              |
| Norwegen (IFPI)                                                                              | —          | Gold1      | 2× Platin2   | —        | 135.000   | ifpi.no              |
| Österreich (IFPI)                                                                            | —          | —          | Platin1      | —        | 30.000    | ifpi.at              |
| Polen (ZPAV)                                                                                 | —          | —          | Platin1      | —        | 50.000    | olis.pl              |
| Portugal (AFP)                                                                               | —          | —          | 2× Platin2   | —        | 20.000    | Einzelnachweise      |
| Schweden (IFPI)                                                                              | —          | —          | Platin1      | —        | 120.000   | sverigetopplistan.se |
| Schweiz (IFPI)                                                                               | —          | —          | Platin1      | —        | 30.000    | hitparade.ch         |
| Spanien (Promusicae)                                                                         | —          | Gold1      | —            | —        | 30.000    | elportaldemusica.es  |
| Südafrika (RISA)                                                                             | —          | Gold1      | Platin1      | —        | 60.000    | risa.org.za          |
| Vereinigte Staaten (RIAA)                                                                    | —          | Gold1      | 2× Platin2   | —        | 2.500.000 | riaa.com             |
| Vereinigtes Königreich (BPI)                                                                 | 2× Silber2 | —          | 3× Platin3   | —        | 2.060.000 | bpi.co.uk            |
| Insgesamt                                                                                    | 2× Silber2 | 12× Gold12 | 30× Platin30 | Diamant1 |           |                      |